# Baeoura mediofiligera
Baeoura mediofiligera là một loài ruồi trong họ Limoniidae. Chúng phân bố ở miền Cổ bắc.